# ريتشارد ستوكتون (سياسي)
ريتشارد ستوكتون هو محامي وسياسي أمريكي، ولد في 17 أبريل 1764 في برينستون في الولايات المتحدة، وتوفي بنفس المكان في 7 مارس 1828. نشط حزبياً في الحزب الفيدرالي الأمريكي. وقد انتخب عضو مجلس الشيوخ الأمريكي ‏ عن دائرة New Jersey Class 2 senate seat ‏ وقد انضم خلال فترته النيابية ‏ (4 مارس 1797 – 4 مارس 1799) للكتلة البرلمانية الحزب الفيدرالي الأمريكي وانتخب عضو مجلس الشيوخ الأمريكي ‏ عن دائرة New Jersey Class 2 senate seat ‏ وقد انضم خلال فترته النيابية ‏ (12 نوفمبر 1796 – 4 مارس 1797) للكتلة البرلمانية الحزب الفيدرالي الأمريكي وانتخب عضو مجلس النواب الأمريكي.